# Filmografia de Michael Bay

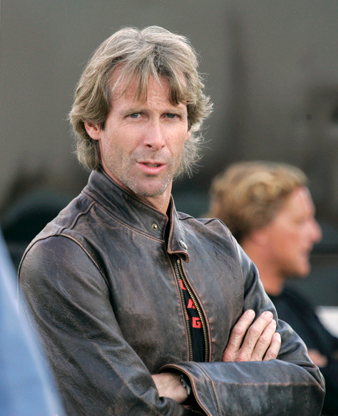
Michael Bay durante as filmagens de Transformers, em 2006.

O diretor e produtor estadunidense Michael Benjamin Bay iniciou sua carreira dirigindo vídeos musicais e comerciais de televisão, incluindo um comercial para a Cruz Vermelha em 1992, que recebeu um Prêmio Clio, e vídeos musicais para Donny Osmond e Meat Loaf. Reconhecendo o talento de Bay, Jerry Bruckheimer ofereceu-lhe a chance de dirigir uma de suas produções. Bay, então, foi contratado para a direção de Bad Boys, estrelando Will Smith e Martin Lawrence. No mesmo ano, também foi premiado pelo Sindicato de Diretores dos Estados Unidos por seus trabalhos no ramo televisivo. Em 1998, dirigiu o filme de ação The Rock, estrelado por Sean Connery e Nicolas Cage. O filme foi um sucesso comercial, arrecadando mais de 335 milhões de dólares em bilheterias mundialmente. Em 1998, dirigiu e produziu o filme de ficção científica Armageddon, que acabou por arrecadar a maior bilheteria daquele ano, e rendeu-lhe o Prêmio Saturno de Melhor Diretor. Após o sucesso de Armageddon, Bay tornou-se o mais jovem diretor a render mais de 1 bilhão de dólares em bilheteria.
Nos anos seguintes, Bay dirigiu e produziu o filme de guerra Pearl Harbor, que apesar receber críticas negativas, arrecadou mais de 440 milhões de dólares, sendo um relativo sucesso comercial. Ainda em 2001, Bay fundou sua própria companhia produtora Platinum Dunes com Brad Fuller e Andrew Form. Em 2003, dirigiu Bad Boys II. Dois anos depois, dirigiu a ficção científica The Island e produziu o remake de terror The Amityville Horror.
Em 2007, Bay dirigiu e produziu o primeiro filme da franquia Transformers. O filme foi um sucesso comercial, recebendo mais de 700 milhões de dólares em bilheterias. Foi seguido por Transformers: Revenge of the Fallen, lançado em 2009, e igualmente dirigido por Bay. O segundo filme foi negativamente visto pela crítica, porém arrecadou mais de 800 milhões de dólares, superando o anterior. O terceiro título da franquia, Transformers: Dark of the Moon, foi lançado em 2011 e ultrapassou a marca de 1 bilhão de dólares em bilheterias. Dois anos depois, seria o lançamento de Pain & Gain, dirigido e produzido por ele. Em 2014, foi produzido o quarto título da franquia Transformers, intitulado Transformers: Age of Extinction, que tambem ultrapassou a marca de 1 bilhão de dólares em bilheteria e foi o filme mais rentável do ano.

## Filmografia

### Cinema
| Ano  | Título original                                  | Título em português                                                                                    | Papel   | Papel    | Ref.   |
| Ano  | Título original                                  | Título em português                                                                                    | Diretor | Produtor | Ref.   |
| ---- | ------------------------------------------------ | --- | ------- | -------- | ------ |
| 1995 | Bad Boys                                         | Os Bad Boys (PT/BR)                                                                                    | Sim     |          | [ 18 ] |
| 1996 | The Rock                                         | A Rocha (BR) O Rochedo (PT)                                                                            | Sim     |          | [ 18 ] |
| 1998 | Armageddon                                       | Armageddon (PT) Armagedom (BR)                                                                         | Sim     | Sim      | [ 19 ] |
| 1999 | Mystery Men                                      | Homens Misteriosos (PT) Heróis Muito Loucos (BR)                                                       |         |          | [ 20 ] |
| 2000 | Coyote Ugly                                      | Show Bar (BR)                                                                                          |         |          | [ 21 ] |
| 2001 | Double Down                                      | |         |          | [ 22 ] |
| 2001 | Pearl Harbor                                     | Pearl Harbor (PT/BR)                                                                                   | Sim     | Sim      | [ 23 ] |
| 2003 | Bad Boys II                                      | Bad Boys II (PT/BR)                                                                                    | Sim     |          | [ 18 ] |
| 2003 | The Texas Chainsaw Massacre                      | Massacre no Texas (PT) O Massacre da Serra Elétrica (BR)                                               |         | Sim      | [ 24 ] |
| 2005 | The Amityville Horror                            | Amityville - A Mansão do Diabo (PT) Horror em Amityville (BR)                                          |         | Sim      | [ 24 ] |
| 2005 | The Island                                       | A Ilha (PT/BR)                                                                                         | Sim     | Sim      | [ 24 ] |
| 2006 | The Texas Chainsaw Massacre: The Beginning       | Massacre no Texas - O Início (PT) O Massacre da Serra Elétrica: O Início (BR)                          |         | Sim      | [ 24 ] |
| 2007 | The Hitcher                                      | Boleia Mortal (PT) A Morte Pede Carona (BR)                                                            |         | Sim      | [ 24 ] |
| 2007 | Transformers                                     | Transformers - O Filme (PT) Transformers (BR)                                                          | Sim     | Sim      | [ 24 ] |
| 2009 | Friday the 13th                                  | Sexta-Feira 13 (PT/BR)                                                                                 |         | Sim      | [ 25 ] |
| 2009 | Horsemen                                         | Horseman - O Cavaleiro (PT) Os Cavaleiros do Apocalipse (BR)                                           |         | Sim      | [ 26 ] |
| 2009 | The Unborn                                       | Espírito do Mal (PT) Alma Perdida (BR)                                                                 |         | Sim      | [ 27 ] |
| 2009 | Transformers: Revenge of the Fallen              | Transformers: A Retaliação (PT) Transformers: A Vingança dos Derrotados (BR)                           | Sim     | Sim      | [ 24 ] |
| 2010 | A Nightmare on Elm Street                        | Pesadelo em Elm Street (PT) A Hora do Pesadelo (BR)                                                    |         | Sim      | [ 24 ] |
| 2011 | I Am Number Four                                 | Sou o Número Quatro (PT) Eu sou o Número Quatro (BR)                                                   |         | Sim      | [ 28 ] |
| 2011 | Transformers: Dark of the Moon                   | Transformers 3 (PT) Transformers: O Lado Oculto da Lua (BR)                                            | Sim     | Sim      | [ 24 ] |
| 2013 | Pain & Gain                                      | Dá & Leva (PT) Sem Dor, Sem Ganho (BR)                                                                 | Sim     | Sim      | [ 29 ] |
| 2013 | The Purge                                        | Uma Noite de Crime (BR)                                                                                |         | Sim      | [ 30 ] |
| 2014 | Ouija                                            | Ouija: O Jogo dos Espíritos (PT) Ouija - O Jogo dos Espíritos (BR)                                     |         | Sim      | [ 31 ] |
| 2014 | The Purge: Anarchy                               | Uma Noite de Crime 2: Anarquia (PT/BR)                                                                 |         | Sim      | [ 32 ] |
| 2014 | Teenage Mutant Ninja Turtles                     | Tartarugas Ninja: Heróis Mutantes (PT) As Tartarugas Ninja (BR)                                        |         | Sim      | [ 33 ] |
| 2014 | Transformers: Age of Extinction                  | Transformers 4 (PT) Transformers: A Era da Extinção (BR)                                               | Sim     | Sim      | [ 24 ] |
| 2015 | Project Almanac                                  | Projeto Almanaque (PT/BR)                                                                              |         | Sim      | [ 34 ] |
| 2016 | 13 Hours: The Secret Soldiers of Benghazi        | 13 Horas: Os Soldados Secretos de Benghazi (BR)                                                        | Sim     | Sim      | [ 35 ] |
| 2016 | Ouija: Origin of Evil                            | Ouija: Origem do Mal (BR)                                                                              |         | Sim      | [ 36 ] |
| 2016 | The Purge: Election Year                         | 12 Horas Para Sobreviver - O Ano da Eleição (BR)                                                       |         | Sim      | [ 37 ] |
| 2016 | Teenage Mutant Ninja Turtles: Out of the Shadows | Tartarugas Ninja Heróis Mutantes: O Romper das Sombras (PT) As Tartarugas Ninja: Fora das Sombras (BR) |         | Sim      | [ 38 ] |
| 2017 | Transformers: The Last Knight                    | Transformers 5 (PT) Transformers: O Último Cavaleiro (BR)                                              | Sim     | Sim      | [ 39 ] |